# Clémence Beikes
Clémence Beikes (19 de outubro de 1983) é uma basquetebolista profissional francesa, medalhista olímpica.

## Carreira
Clémence Beikes integrou Seleção Francesa de Basquetebol Feminino, em Londres 2012, conquistando a medalha de prata.